# Palaquium rioense
Palaquium rioense är en tvåhjärtbladig växtart som beskrevs av Herman Johannes Lam. Palaquium rioense ingår i släktet Palaquium och familjen Sapotaceae. Inga underarter finns listade i Catalogue of Life.